# Jim Neal
James Ellerbe Neal, detto Jim (Silverstreet, 21 maggio 1930 – Greer, 3 ottobre 2011), è stato un cestista statunitense, professionista nella NBA.

## Carriera
Venne selezionato dai Syracuse Nationals al primo giro del Draft NBA 1953 (7ª scelta assoluta).